# Фен (ветар)
Фен је ветар који дува са планина и доноси топлије време. Најкарактристичнији је за област Алпа. Може бити:
- циклонски („јужни”) — дува са севера низ јужне падине планина
- антициклонски („северни”) — дува са југа низ северне падине планина.

У северној подгорини Алпа дува фенски ветар пред крај зиме и почетком пролећа који се назива снегождер, јер брзо отапа снег.